# Шафтсбери-авеню
Шафтсбери-авеню (англ. Shaftesbury Avenue) — улица в центре Лондона (Великобритания), известная также как «Лондонский Бродвей» из-за расположенных на ней театров. Шафтсбери-авеню ведет в северо-западном направлении от Пикадилли-сёркус до Оксфорд-стрит, пересекая на своём пути Чаринг-Кросс-роуд и Кембридж-сёркус.

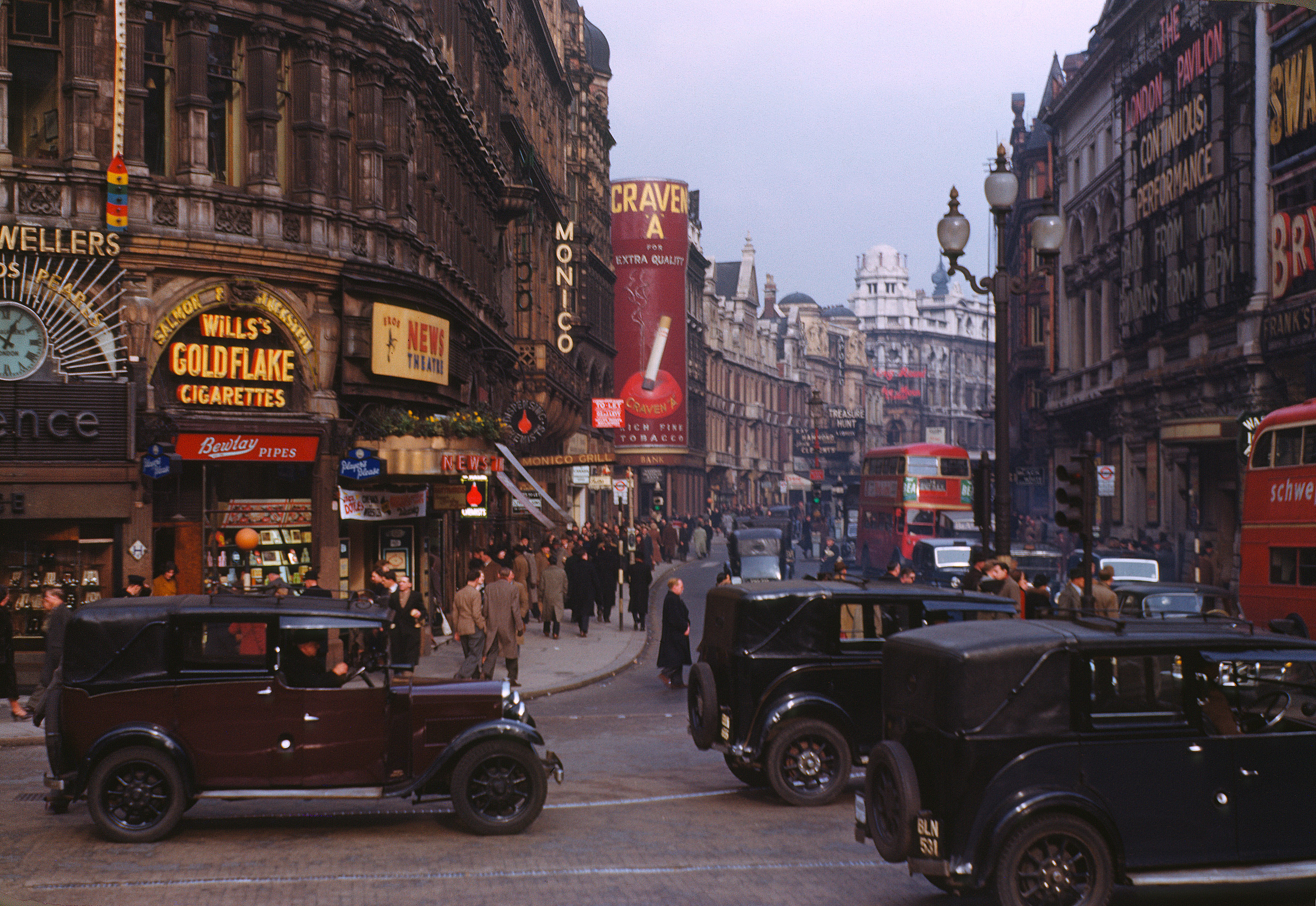
Шафтсбери-авеню в 1949 году

Шафтсбери-авеню была проложена между 1877 и 1886 годами. Она прошла через переполненные неблагополучные в то время районы Сент-Джайлс и Сохо с целью улучшения транспортной связи с Вест-Эндом. Улица была названа в честь политика и социального реформатора Энтони Эшли-Купера, 7-го графа Шафтсбери, который пытался улучшить ситуацию в трущобах.
Сейчас Шафтсбери-авеню является главной театральной улицей Лондона. На ней находятся такие театры, как «Лирик», «Аполло», Гилгуд-театр, Театр Сондхайма, Палас-театр и Театр Шафтсбери.
На Шафтсбери-авеню также начинается лондонский Чайна-таун, чем обусловлено больше количество китайских магазинов и ресторанов на улице.